# Киор, Виктор Борисович
Киор Виктор Борисович (6 июля 1936 — 3 апреля 2011) — кандидат исторических наук (1975), доцент (1981), профессор (2008), заместитель проректора РГГУ по учебной работе.
Почетный работник высшего профессионального образования Российской Федерации, заслуженный работник РГГУ, профессор кафедры Мировой политики и международных отношений.
Ученый секретарь Экспертного совета программы «Университеты России — фундаментальные исследования». Полиглот. Автор 43 работ.

## Биография
Виктор Борисович прошел путь от ученика ремесленного училища до профессора университета. В 1963 г. окончил исторический факультет Московского государственного университета им. М. В. Ломоносова. В 1969 г. поступил в аспирантуру МГИАИ и начал свою педагогическую деятельность на кафедре марксизма-ленинизма.
Круг его научных интересов охватывал времена античности, нового времени и современности. Последний курс, недочитанный студентам, назывался «Национальная политика императорской России XVIII — нач. XX вв.». С июля 1992 г. Виктор Борисович занимал должность заместителя проректора по учебной работе и до последних дней трудился в Учебном управлении РГГУ. Много сил и внимания Виктор Борисович отдавал организации учебного процесса в РГГУ, вопросам здоровья и физического воспитания студентов.

### Область научных интересов и сфера научной деятельности
Специалист в области отечественной истории XX в. Исследовал проблемы национальных отношений и особенности национально-государственного строительства в годы первых российских революций и периода новой экономической политики. Занимался историей архивов политических партий России.

### Научно-педагогическая деятельность
В РГГУ (МГИАИ) с 1970 г.

### Основные публикации
- Историко-партийная литература о деятельности Народного комиссариата по делам национальностей // Актуальные проблемы историографии и источниковедения истории КПСС: Межвуз. сб., 1986. С. 49—59.

- Хозяйственное управление автономными республиками и областями РСФСР, 1920—1923 гг. // Историография и источниковедение истории КПСС: Межвуз. сб. М., 1989. С. 54—78.
- Публ. арх. док., вступ. ст., ком-мент.: Из публицистического наследия Л. Мартова // Сов. архивы. 1991. № 5. С. 49—56. Совм. с Можаевой Л. А.
- Подгот., вступ. ст., коммент.: «Этой организации нет места»: Эсеры-максималисты Ижевска в 1919—1920 гг. // Там же. № 6. С. 55—65. Совм. с Зайцевой И. Н.
- [Чл. авт. коллектива]: Guide to Jewish Collections in Moscow Museums, Libraries and the Former Communist Party Archives. [New York], 1994. 28 p.
- Чл. редкол.: Документы по истории и культуре евреев в архивах Москвы: Путеводитель. М.: РГГУ, 1997. 503 с.[1]